# Krzysztof Sielicki

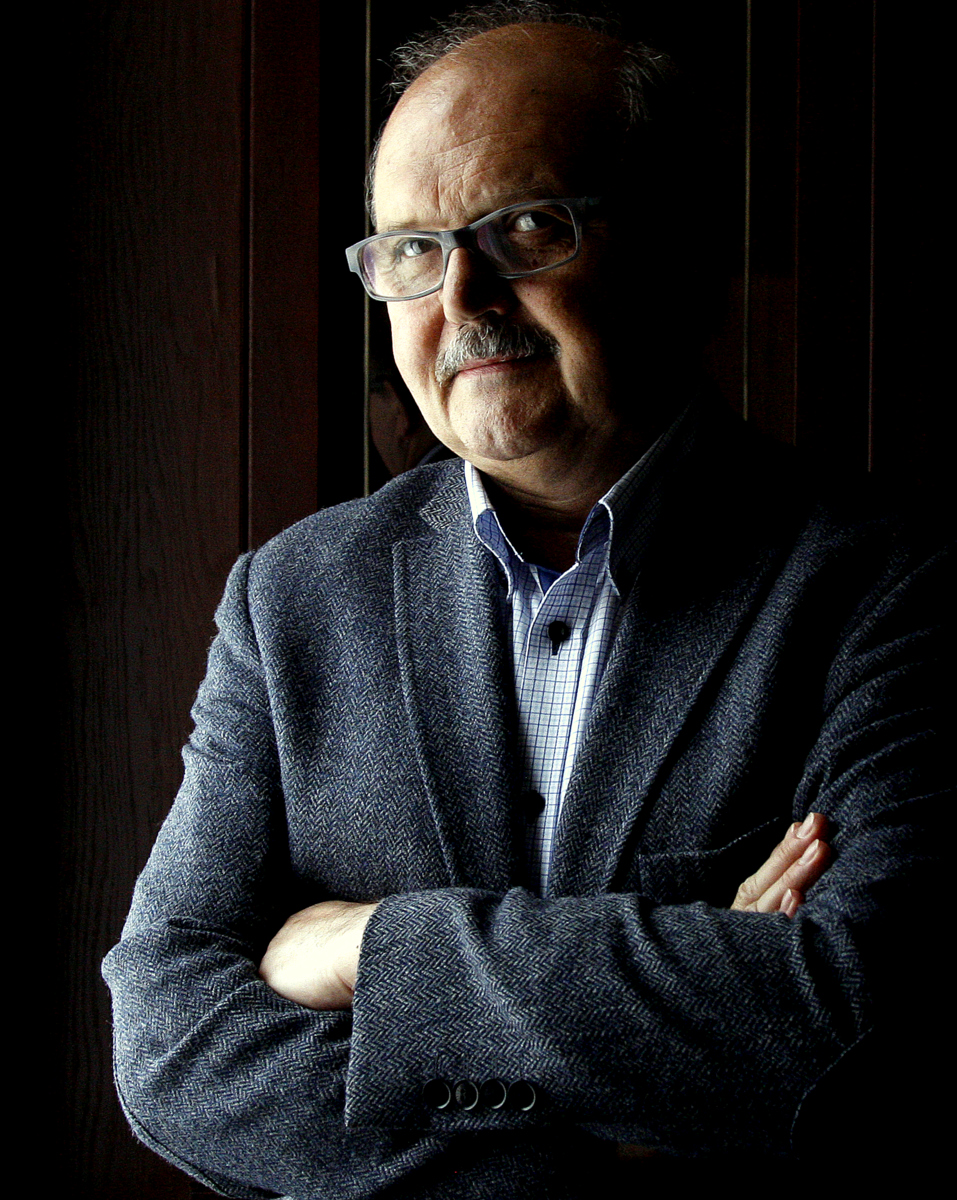
Krzysztof Sielicki – dziennikarz i krytyk teatralny, kierownik literacki Teatru Polskiego Radia.

Krzysztof Sielicki (ur. 25 lipca 1951 w Białymstoku) – polski dziennikarz, krytyk i juror teatralny, autor kilkuset tekstów o teatrze oraz autor teatralnych adaptacji radiowych, kierownik literacki Teatru Polskiego Radia.

## Życiorys
W 1969 ukończył II Liceum Ogólnokształcące w Białymstoku. W latach 1969–1974 studiował na Wydziale Polonistyki Uniwersytetu Warszawskiego (ówcześnie: Wydział Filologii Polskiej i Słowiańskiej). Pracę magisterską pt. Polska recepcja Teatru Laboratorium Jerzego Grotowskiego napisał pod kierunkiem prof. Zbigniewa Osińskiego. W latach 1974–1977 studiował w Studium Teatralno-Literackim przy Wydziale Reżyserii PWST w Warszawie. W latach 1978–80 prowadził zajęcia ze studentami Wydziału Aktorskiego warszawskiej PWST związane z dramatem współczesnym. Prowadził również zajęcia z dziennikarstwa na Uniwersytecie Warszawskim i w Szkole Wyższej Psychologii Społecznej w Warszawie.
Współpracował z teatrami alternatywnymi i amatorskimi (m.in. z Teatrem 77, Teatrem Ósmego Dnia) – jako krytyk i obserwator tych ruchów – m.in. w okresie stanu wojennego.
Jako juror brał wielokrotnie udział w festiwalach teatrów amatorskich i offowych, a obecnie jest stałym jurorem festiwali teatralnych, m.in.: Biesiada Teatralna w Horyńcu, Festiwal Sztuki Teatralnej w Rybniku. Związany z Polskim Radiem.

## Kariera zawodowa
| 1977-1983 | Miesięcznik Scena                              | redaktor                  |
| 1983-1989 | Miesięcznik Teatr                              | redaktor                  |
| 1989-1991 | Miesięcznik Scena                              | z-ca redaktora naczelnego |
| 1991-1992 | Teatr 77 w Łodzi                               | kierownik literacki       |
| 1993-2016 | Polskie Radio                                  |                           |
| 1991-1993 | Tygodnik Spotkania                             | redaktor działu           |
| 1993-2006 | Redakcja Programów Katolickich Polskiego Radia | sekretarz redakcji        |
| 2007-2020 | Teatr Polskiego Radia                          | kierownik literacki       |

## Nagrody
| 2005 | Nagroda Stowarzyszenia Wydawców Katolickich Feniks 2005 | za pomysł i redakcję książki Nie jesteś wyspą w morzu ludzi |
| 2014 | Grand Prix – Festiwal Dwa Teatry w Sopocie              | za adaptację radiową słuchowiska Królowa i Szekspir         |

## Artykuły i książki (wybór)
- Krzysztof Sielicki, Powrót Wirginii Woolf, [w:] Teatr nr 11/1988
- Krzysztof Sielicki, Podążać za sensem słowa, [w:] Horyzonty teatru. Szkice o twórczości Kazimierza Brauna, pod red. Elżbiety Kossarzeckiej, Toruń 2004, ISBN 83-7322-819-5
- Krzysztof Sielicki, Lubelskie sezony Krzysztofa Brauna, [w:] Horyzonty teatru II. Droga Kazimierza Brauna – szkice pod redakcją Justyny Brylewskiej, Toruń 2006, ISBN 83-7441-270-4
- Barbara Osterloff, Magdalena Raszewska, Krzysztof Sielicki Leksykon Teatralny, Wydawnictwo Książkowe Twój Styl, Warszawa 1996
- Krzysztof Sielicki (pomysł i redakcja), Nie jesteś wyspą w morzu ludzi, Wydawnictwo Księży Marianów PROMIC, 2004, ISBN 978-83-7119-471-9
- http://www2.polskieradio.pl/blogi/sielicki/